# MUSC Health Women's Open 2021
Il MUSC Health Women's Open 2021 è stato un torneo femminile di tennis giocato sulla terra verde. È stata giocata una sola edizione del torneo sui campi del Family Circle Tennis Center di Charleston in Stati Uniti, dal 12 al 18 aprile 2021. L'evento faceva parte della categoria WTA 250 nell'ambito del WTA Tour 2021.

## Partecipanti

### Teste di serie
| Country     | Player           | Ranking1 | Seed |
| ----------- | ---------------- | -------- | ---- |
| Stati Uniti | Madison Keys     | 24       | 1    |
| Tunisia     | Ons Jabeur       | 28       | 2    |
| Kazakistan  | Yulia Putintseva | 31       | 3    |
| Stati Uniti | Amanda Anisimova | 33       | 4    |
| Stati Uniti | Cori Gauff       | 36       | 5    |
| Stati Uniti | Shelby Rogers    | 52       | 6    |
| Stati Uniti | Sloane Stephens  | 57       | 7    |
| Germania    | Laura Siegemund  | 58       | 8    |

* Ranking al 5 aprile 2021.

### Altre partecipanti
Le seguenti giocatrici hanno ricevuto una Wild card per il tabellone principale:
- Emma Navarro
- Coco Vandeweghe
- Linda Fruhvirtová

Le seguenti giocatrici sono passate dalle qualificazioni:

- Claire Liu
- Storm Sanders
- Kateryna Bondarenko
- Grace Min

### Ritiri
Prima del torneo
- Irina-Camelia Begu → sostituita da  Wang Yafan
- Anna Blinkova → sostituita da  Caty McNally
- Danielle Collins → sostituita da  Andrea Petković
- Barbora Krejčíková → sostituita da  Tereza Martincová
- Ann Li → sostituita da  Danka Kovinić
- Jessica Pegula → sostituita da  Clara Tauson
- Rebecca Peterson → sostituita da  Christina McHale
- Magda Linette → sostituita da  Sara Errani

## Partecipanti al doppio

### Teste di serie
| Nazione     | Giocatrice      | Nazione     | Giocatrice     | Rank1 | Seed |
| ----------- | --------------- | ----------- | -------------- | ----- | ---- |
| Russia      | Anna Blinkova   | Rep. Ceca   | Lucie Hradecká | 88    | 1    |
| Stati Uniti | Coco Gauff      | Stati Uniti | Caty McNally   | 99    | 2    |
| Giappone    | Makoto Ninomiya | Cina        | Yang Zhaoxuan  | 114   | 3    |
| Australia   | Ellen Perez     | Australia   | Storm Sanders  | 118   | 4    |

* Ranking al 22 marzo 2021.

### Altre partecipanti
Le seguenti coppie di giocatrici hanno ricevuto una wild card per il tabellone principale:
- Sophie Chang /  Emma Navarro

## Punti
| Evento    | V   | F   | SF  | QF | 2T | 1T   | Q    | Q2   | Q1   |
| Singolare | 250 | 180 | 110 | 60 | 30 | 1    | 18   | 12   | 1    |
| Doppio    | 250 | 180 | 110 | 60 | 1  | N.D. | N.D. | N.D. | N.D. |

## Montepremi
| Evento    | V | F | SF | QF | 2T | 1T   | Q2   | Q1   |
| Singolare | $ | $ | $  | $  | $  | $    | $    | $    |
| Doppio*   | $ | $ | $  | $  | $  | N.D. | N.D. | N.D. |

*per team

## Campionesse

### Singolare
In finale  Astra Sharma ha sconfitto  Ons Jabeur con il punteggio di 2–6, 7–5, 6–1.

### Doppio
In finale  Hailey Baptiste /  Caty McNally hanno sconfitto  Ellen Perez /  Storm Sanders con il punteggio di 6(4)–7, 6–4, [10–6].